# کریستوف زربست
کریستوف زربست (انگلیسی: Christoph Zerbst؛ زادهٔ ۱۶ دسامبر ۱۹۶۳) قایقران روئینگ اهل اتریش است.